# Anthony A. Williams

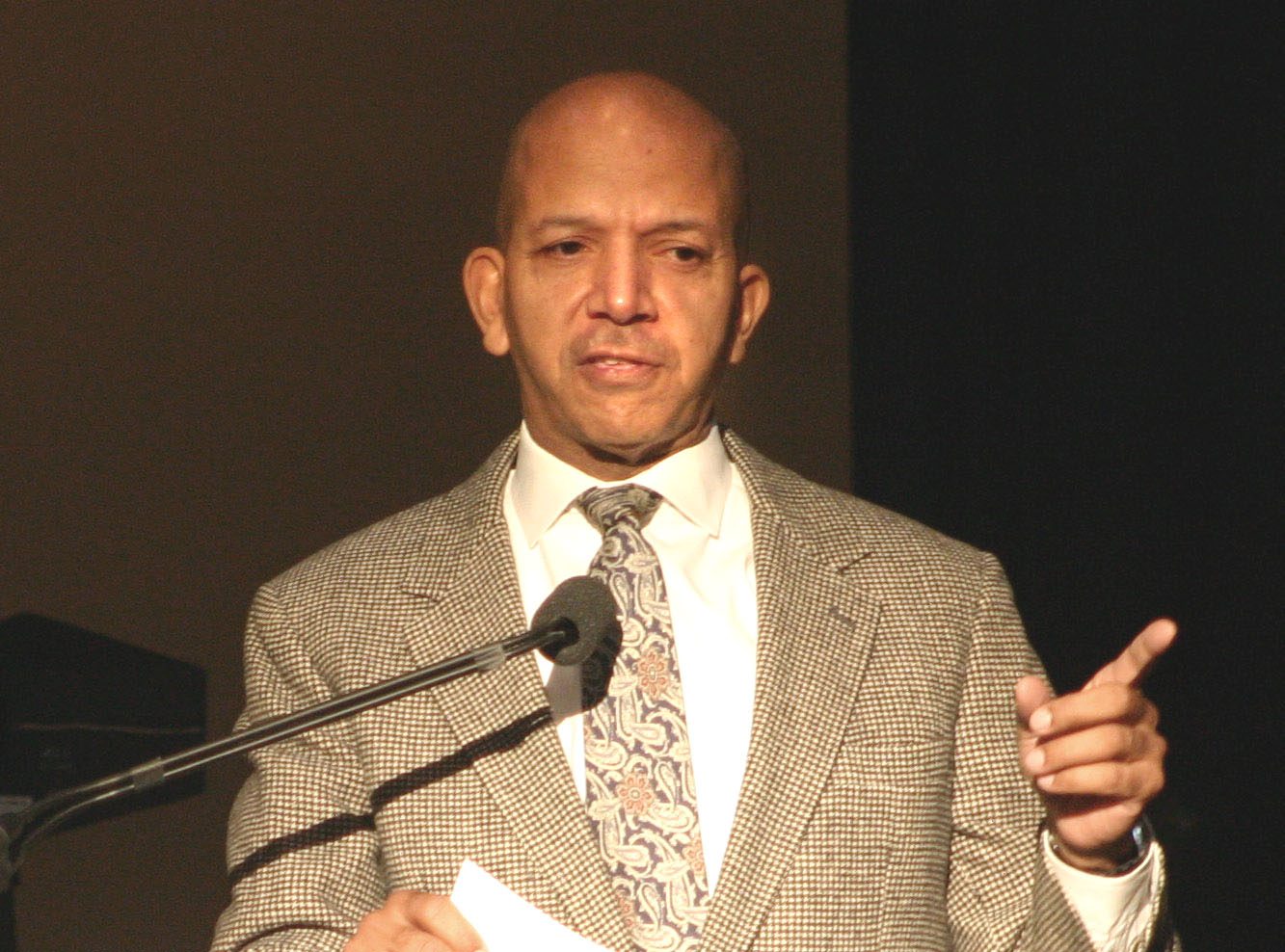
Anthony A. Williams (2006)

Anthony Allen „Tony“ Williams (* 28. Juli 1951 in Los Angeles, Kalifornien) ist ein US-amerikanischer Politiker. Zwischen 1999 und 2007 war er Bürgermeister der Bundeshauptstadt Washington, D.C.

## Werdegang
Anthony Williams absolvierte die Loyola High School in Los Angeles und studierte danach am Yale College. Nach einem anschließenden Jurastudium an der Harvard University wurde er als Rechtsanwalt zugelassen. Überdies studierte er an der zur selben Universität gehörenden Harvard Kennedy School politische Wissenschaften. Zwischenzeitlich diente er in der United States Air Force.
Politisch schloss sich Williams der  Demokratischen Partei an. Er war in verschiedenen Staaten der Vereinigten Staaten politisch tätig. So übte er das Amt des stellvertretenden State Comptroller von Connecticut aus und arbeitete für städtische Behörden in St. Louis (Missouri) sowie in Boston (Massachusetts). In New Haven war er auch Mitglied des Stadtrats und dessen amtierender Präsident. Während der ersten Phase der Präsidentschaft von Bill Clinton arbeitete er als CFO für das Landwirtschaftsministerium der Vereinigten Staaten.
1995 wurde Williams Kämmerer der Bundeshauptstadt Washington, wobei es ihm gelang, die Finanzlage der Stadt zu stabilisieren. Dabei legte er sich zwischenzeitlich erfolgreich mit Bürgermeister Marion Barry an. In seinem Amt war Williams so populär, dass er 1998 zu Barrys Nachfolger gewählt wurde. Dieses Amt bekleidete er nach einer Wiederwahl zwischen 1999 und 2007. Als Bürgermeister setzte er die Konsolidierung des Haushalts, mit der er bereits als Finanzverwalter der Stadt begonnen hatte, fort. Es gelang ihm auch, die Kriminalitätsrate zu senken, und der jahrelange Trend einer Bevölkerungsabnahme der Stadt wurde gestoppt. Im Jahr 2006 verzichtete er auf eine weitere Kandidatur. Nach seiner Zeit als Bürgermeister arbeitete Williams bis 2009 für eine Investmentfirma, deren Vorsitz er innehatte. Seither war er für die Anwaltskanzlei Arent Fox tätig. Seit 2012 ist er auch Vorstandsmitglied der Bank of Georgetown.